# Eugene Myers

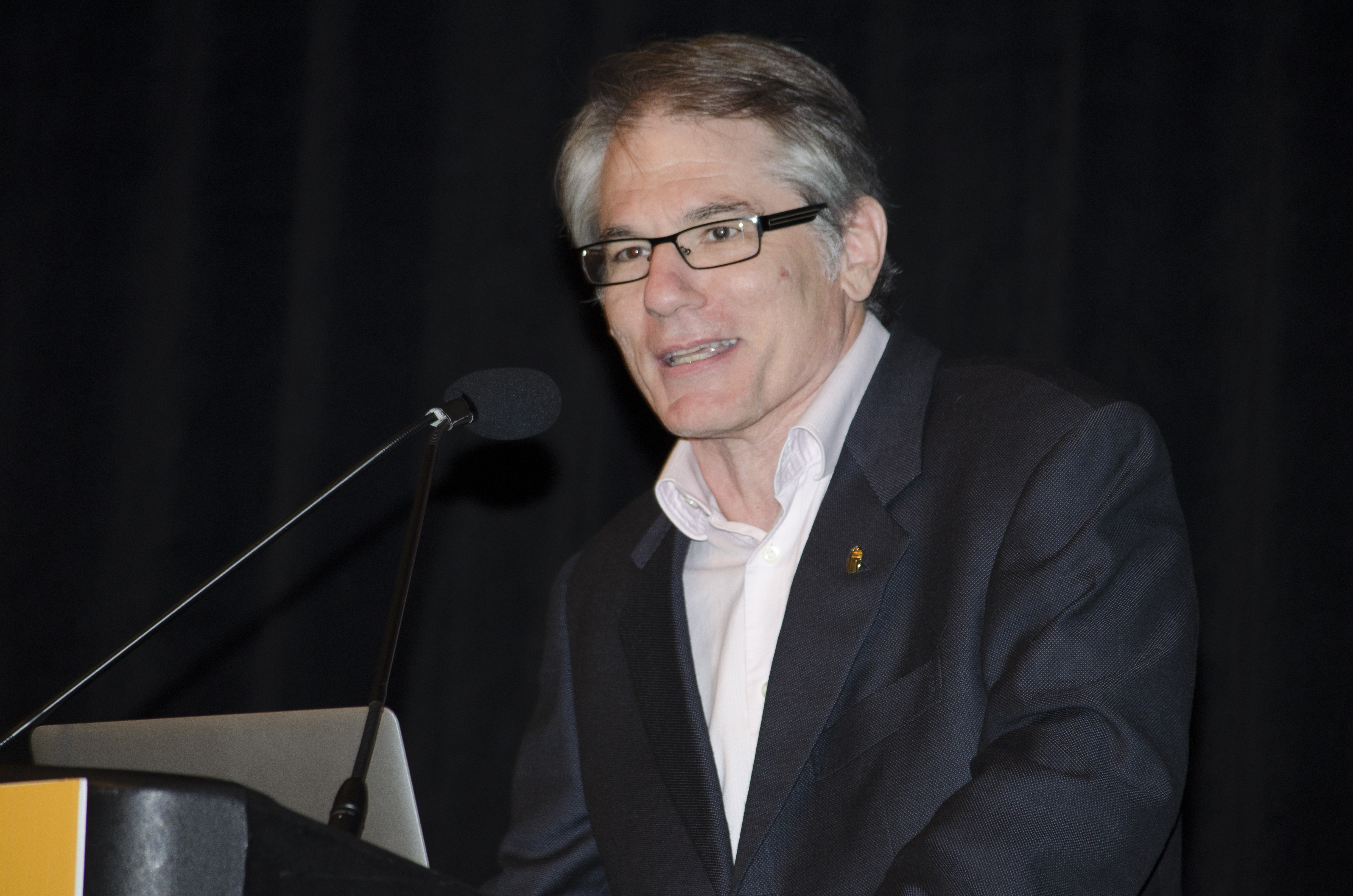
Eugene Myers 2014

Eugene „Gene“ Wimberly Myers Jr. (* 31. Dezember 1953 in Boise, Idaho) ist ein US-amerikanischer Informatiker, bekannt für Arbeiten in der Bioinformatik. Er war einer der Entwickler des BLAST-Programms zur Gensequenzierung und trug mit weiteren Algorithmen wesentlich zum vorzeitigen Abschluss des Human Genome Project und anderer großer Gensequenzierungsprojekte bei.

## Leben
Myers verbrachte seine Jugend im Fernen Osten (Pakistan, Indien, Indonesien, Hongkong, Japan) nach den Arbeitsorten seines Vaters, der für Exxon arbeitete.
Er studierte Mathematik am Caltech (Bachelor-Abschluss) und an der University of Colorado at Boulder, wo er 1981 bei Andrzej Ehrenfeucht promoviert wurde (A Depth-First Characterization of k-Connectivity and Its Application to Connectivity Testing). Während seines Studiums war er auch bei den Bell Laboratories und am National Center for Atmospheric Research in Boulder (Colorado). Ab 1981 war er Assistant Professor an der University of Arizona, wo er sich mit Algorithmen für den DNA-Sequenzvergleich zu beschäftigen begann, von 1999 bis 2002 war er Vizepräsident für Informatik-Forschung bei der ein Jahr zuvor gegründeten Celera Genomics in Rockville (Maryland) und ab 2003 Professor für Informatik und Molekularbiologie an der University of California, Berkeley. Danach war er Gruppenleiter am Janelia Farm Research Campus des Howard Hughes Medical Institute (HHMI) in Loudoun County in Virginia.
Von Mitte 2017 bis Mitte 2019 war Myers "Geschäftsführender Direktor" des Max-Planck-Institut für molekulare Zellbiologie und Genetik, an dem er schon seit 2012 einer der Direktoren ist, und gleichzeitig als Inhaber des Klaus-Tschira-Chairs Leiter eines neuen Zentrums für Systembiologie in Dresden (englisch: CSBD), das vom MPI-CBG und dem MPI für Physik komplexe Systeme  gemeinsam mit der TU Dresden aufgebaut und durch die Klaus Tschira Stiftung Heidelberg gefördert wird.

## Wissenschaftliche Arbeiten
Myers entwickelte mit Stephen Altschul und anderen Ende der 1980er Jahre das in der Sequenzanalyse weit verbreitete BLAST-Programm. Ihre Veröffentlichung gehört zu den am meisten zitierten Arbeiten der 1990er Jahre, das BLAST-Programm wird täglich von Wissenschaftlern benutzt, die DNA-Sequenzen mit den in den öffentlich zugänglichen Datenbanken gespeicherten Sequenzen der großen Genomsequenzierungsprojekte vergleichen.
Bei Celera Genomics war Myers an der Entwicklung von Algorithmen beteiligt (Whole Genome Shotgun Sequencing Protocol), die die Zusammensetzung des 3 Milliarden Basenpaaren langen menschlichen Genoms aus kleinen Schnipseln ermöglichten und den frühen Abschluss (Jahre vor dem ursprünglich erwarteten Zeitpunkt) des Human Genome Projects ermöglichten. Gleichzeitig gelang dies auch von Seiten der öffentlichen Forschung dank Fortschritten unter anderem seines Freundes und ehemaligen Studienkollegen in Colorado David Haussler an der University of California, Santa Cruz, von Eric Lander am MIT und anderen. Die Möglichkeit größerer Gensequenzierungen mit der Methode der
Schrotschusssequenzierung hatte die Gruppe um Craig Venter schon 1995 gezeigt, indem das 1,8 Millionen Basenpaare umfassende Genom von Haemophilus influenzae sequenziert wurde. Der Genetiker Jim Weber und Myers erarbeiteten einen Vorschlag, die Methode auch für das Human Genome Project anzuwenden und untermauerten ihn durch Simulationen. Dieser Vorschlag wurde anfangs sehr kritisch aufgenommen, erhielt aber von Craig Venter bei Celera 1998 eine Chance.
Myers war auch am Sequenzierungsprojekt der Drosophila-Fruchtfliege (von Gerald Rubin, dem Direktor des Janelia Research Campus, geleitet) und an dem der Maus beteiligt. In den Jahren 2005–2012 arbeitete er als Gruppenleiter am Janelia Research Campus an einem Projekt, in dem die auf mikroskopischen Aufnahmen basierenden Computer-Karten der Gehirne von Fliegen und Mäusen möglichst genau und automatisiert neuroanatomisch ausgewertet werden sollen.
Mit Udi Manber entwickelte er die Suffixarray-Datenstruktur. Von ihm stammt auch der Algorithmus in GNU diff.

## Auszeichnungen und Mitgliedschaften
2001 erhielt er den Paris-Kanellakis-Preis der ACM. 2003 wurde er in die National Academy of Engineering aufgenommen und 2004 erhielt er den Max-Planck-Forschungspreis. Myers ist seit dem Jahr 2006 Mitglied der Deutschen Akademie der Naturforscher Leopoldina und seit 2016 der European Molecular Biology Organization.

## Veröffentlichungen
- mit Rita Casiado (Hrsg.): Algorithms in Bioinformatics. 5th International Workshop, WABI 2005, Mallorca, Spain. Springer Verlag, Berlin / New York City 2009, ISBN 978-3-540-29008-7.